# Paola Borboni
Paola Borboni est une actrice italienne, née le 1er janvier 1900 à Parme (Émilie-Romagne), morte le 9 avril 1995 à Bodio Lomnago (Lombardie).

## Carrière

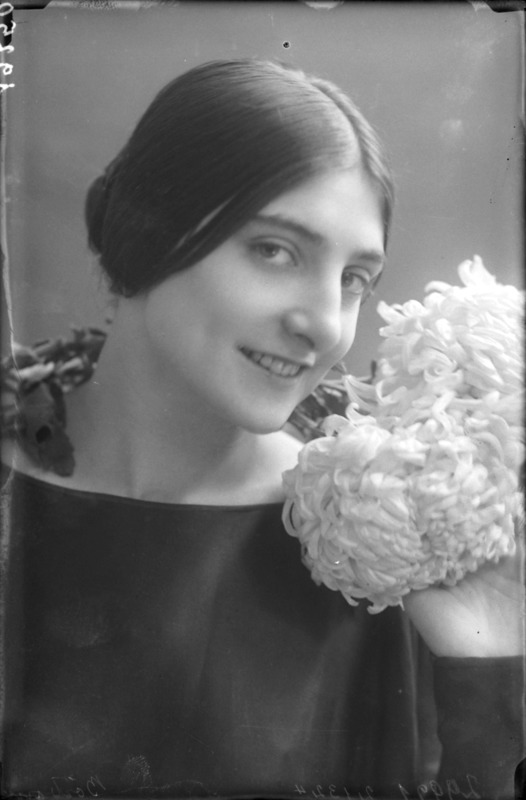
En 1924

### Théâtre
Paola Borboni débute en 1917 au théâtre, où elle est très active et le restera quasiment jusqu'à sa mort. Elle joue dans Les Sorcières de Salem d'Arthur Miller (1955, mise en scène de Luchino Visconti), La Bonne Âme du Se-Tchouan de Bertolt Brecht (1958, mise en scène de Giorgio Strehler), ou encore Così è (se vi pare) de Luigi Pirandello (1984-1985, mise en scène de Franco Zeffirelli), auteur qu'elle interprète souvent. 
Elle se produit pour la dernière fois sur les planches en mars 1994 (à 94 ans) dans Le Bonnet du fou (it) du même Pirandello, pièce mise en scène par Mauro Bolognini. Elle participe à la création en 1966 de la comédie musicale Ciao Rudy (it), sur une musique d'Armando Trovajoli, avec Marcello Mastroianni personnifiant Rudolph Valentino.

### Cinéma
Au cinéma, elle apparaît d'abord dans sept films muets sortis de 1918 à 1921. Après le passage au parlant, elle contribue à soixante-et-onze films (majoritairement italiens, plus quelques coproductions franco-italiennes et trois films américains), entre 1936 et 1990.
Puis : Les Vitelloni de Federico Fellini (avec Franco Interlenghi et Alberto Sordi) et Vacances romaines de William Wyler (avec Audrey Hepburn et Gregory Peck), tous deux sortis en 1953, Miracle à l'italienne de Nino Manfredi (1971, avec le réalisateur et Lionel Stander), ainsi que La Cage aux folles 2 d'Édouard Molinaro (1980, avec Michel Serrault et Ugo Tognazzi).

### Télévision
Pour la télévision, entre 1959 et 1981, Paola Borboni participe à deux séries, quatre feuilletons et quatre téléfilms.
En 1979, elle incarne Letizia Bonaparte, la mère de Napoléon Ier, dans le téléfilm Joséphine ou la Comédie des ambitions.

## Vie privée
En 1972, elle épouse le poète et acteur italien Bruno Villaraggia, son cadet de 42 ans. En 1978, ils sont victimes d'un accident de la route dans lequel Bruno trouve la mort.

## Théâtre (sélection)
(pièces, sauf mention contraire)
- 1917 : La Vengeance de Dieu (Dio della vendetta) de Sholem Asch
- 1925 : Alga marina de Carlo Veneziani (it)
- 1935 : Comme avant, mieux qu'avant (Come prima, meglio di prima) de Luigi Pirandello
- 1943 : Vêtir ceux qui sont nus (Vestire gli ignudi) de Luigi Pirandello (à Milan)
- 1945 : Vento notturno d'Ugo Betti
- 1955 : Les Sorcières de Salem (The Crucible - Il crogiulo) d'Arthur Miller, mise en scène de Luchino Visconti (à Rome)
- 1958 : La Bonne Âme du Se-Tchouan (Der gute Mensch von Sezuan - L'anima buona di Sezuan) de Bertolt Brecht, mise en scène de Giorgio Strehler (à Milan)
- 1966 : Ciao Rudy, comédie musicale, musique d'Armando Trovajoli, livret de Pietro Garinei, Sandro Giovannini et Luigi Magni, avec Marcello Mastroianni (à Rome)
- 1970 : La Profession de Madame Warren (Mrs. Warren's Profession - La professione della signora Warren) de George Bernard Shaw
- 1980 : Tartuffe ou l'Imposteur (Tartufe) de Molière
- 1981-1984 : Trois coquettes sur un divan (Tre civette sul como’) de Romeo de Baggis (en tournée)
- 1984-1985 : Così è (se vi pare) de Luigi Pirandello, mise en scène de Franco Zeffirelli
- 1993-1994 : Le Bonnet du fou (Il berretto a sonagli) de Luigi Pirandello, mise en scène de Mauro Bolognini

## Filmographie partielle

### Au cinéma

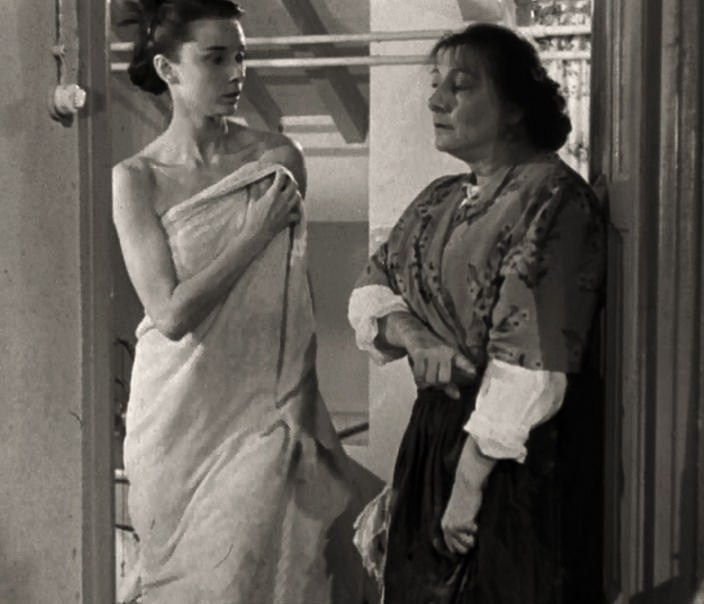
Avec Audrey Hepburn, dans Vacances romaines (1953)

(films italiens, sauf mention contraire ou complémentaire)
- 1936 : L'Accident de Guido Brignone
- 1936 : L'uomo che sorride de Mario Mattoli
- 1936 : Ho perduto mio marito d'Enrico Guazzoni
- 1937 : Nina, non far la stupida (it) de Nunzio Malasomma
- 1940 : Ricchezza senza domani (it) de Ferdinando Maria Poggioli
- 1942 : Giorno di nozze de Raffaello Matarazzo
- 1943 : Una piccola moglie (it) de Giorgio Bianchi
- 1944 : L'Homme à femmes (Sorelle Materassi) de Ferdinando Maria Poggioli
- 1944 : La locandiera de Luigi Chiarini
- 1945 : Le Passé qui tue (La freccia nel fianco) d'Alberto Lattuada
- 1945 : Non canto più de Riccardo Freda
- 1950 : Pour l'amour du ciel (È più facile che un cammello...) de Luigi Zampa (film franco-italien)
- 1950 : Cavalcata d'eroi (it) de Mario Costa
- 1951 : La Séductrice ou Chanson de printemps (Canzone di primavera) de Mario Costa
- 1952 : Onze heures sonnaient (Roma ore 11) de Giuseppe De Santis (film franco-italien)
- 1953 : Dans les faubourgs de la ville (Ai margini della metropoli) de Carlo Lizzani
- 1953 : Vacances romaines (Roman Holiday) de William Wyler (film américain)
- 1953 : Il bacio dell'Aurora de Gianfranco Parolini
- 1953 : Les Vitelloni (I vitelloni) de Federico Fellini
- 1953 : Lulù de Fernando Cerchio
- 1954 : L'Affaire Maurizius de Julien Duvivier (film franco-italien)
- 1954 : L'Amour au collège (Terza liceo) de Luciano Emmer
- 1954 : Mam'zelle Nitouche d'Yves Allégret (film franco-italien)
- 1954 : D'Artagnan, chevalier de la reine (I cavalieri della regina) de Mauro Bolognini
- 1956 : Mi permette, babbo! de Mario Bonnard
- 1956 : À toi... toujours (Casta diva) de Carmine Gallone
- 1961 : Traqués par la Gestapo (L'oro di Roma) de Carlo Lizzani (film franco-italien)
- 1965 : Ménage à l'italienne (Ménage all'italiana) de Franco Indovina
- 1965 : Les Complexés (I complessi), film à sketches, segment Le Complexe de l'esclave nubienne (Il complesso della schiava nubiana) de Franco Rossi
- 1966 : Une vierge pour le prince (Una vergine per il principe) de Pasquale Festa Campanile
- 1967 : Arabella de Mauro Bolognini
- 1968 : La Bande à César (The Biggest Bundle of Them All) de Ken Annakin (film américain)
- 1970 : Quand les femmes avaient une queue (Quando le donne avevano la coda) de Pasquale Festa Campanile
- 1971 : Le Juge de Jean Girault et Federico Chentrens (film franco-italien)
- 1971 : Miracle à l'italienne (Per grazia ricevuta) de Nino Manfredi
- 1973 : Le Sexe fou (Sessiomatto), film à sketches de Dino Risi, segment Il n'est jamais trop tard (Non è mai troppo tardi)
- 1974 : Bello come un arcangelo d'Alfredo Giannetti
- 1980 : La Cage aux folles 2 d'Édouard Molinaro (film franco-italien)
- 1981 : La Dame aux camélias (La storia vera della signora dalle camelie) de Mauro Bolognini
- 1982 : Più bello di così si muore de Pasquale Festa Campanile
- 1982 : Yes, Giorgio de Franklin J. Schaffner (film américain)
- 1982 : La Grosse Fille (Cicciabomba) d'Umberto Lenzi
- 1983 : Occhio, malocchio, prezzemolo e finocchio de Sergio Martino
- 1990 : Blue dolphin - l'avventura continua de Giorgio Moser

### À la télévision
- 1974 : Sotto il placido Don, feuilleton de Vittorio Cottafavi
- 1979 : Joséphine ou la Comédie des ambitions, téléfilm de Robert Mazoyer
- 1981 : George Sand, feuilleton de Giorgio Albertazzi